# ماتسودایرا مونه‌هیده
ماتسودایرا مونه‌هیده (انگلیسی: Matsudaira Munehide; ۲۱ اکتبر ۱۸۰۹ – ۲۰ دسامبر ۱۸۷۳) سیاستمدار، دایمیو و روجو در دوره ادو اهل ژاپن بود.